# Paul Fallot
Paul Fallot (Straatsburg, 25 juni 1889 - Parijs, 21 oktober 1960) was een Franse geoloog en paleontoloog. Het Middellandse Zeegebied en vooral Spanje was gedurende de gehele carrière de focus van het werk van Fallot.

## Levensloop
Fallot begon in 1908 aan zijn studie aan de Universiteit van Lausanne bij de tectonicus Maurice Lugeon. In 1909 vertrok hij in naar Grenoble en onderzocht in het laboratorium van stratigraaf-paleontoloog Wilfred Kilian de ammonieten van de Balearen. In 1910-1911 verbreedde hij zijn kennis van algemene geologie en stratigrafie aan de Sorbonne onder leiding van Emile Haug.
Van 1914 tot 1916 diende hij in het Franse leger en werd daarvoor onderscheiden met het Croix de guerre met vijf eervolle vermeldingen en een benoeming in het Franse Legioen van Eer.
Na de oorlog werd Fallot preparateur bij zijn leermeester Kilian in Grenoble en zette diens werk op Majorca voort. In 1922 verscheen zijn "Etude géologique de la Sierra de Majorque". In 1923 werd Fallot directeur van het Institut de Géologie appliquée in Nancy, een post die hij gedurende de erop volgende 14 jaar behield. Met medewerkers en leerlingen werkte hij in het Juragebergte, maar zijn voornaamste werk verrichtte hij in de Betische ketens van Zuid-Spanje en in het Rifgebergte van Noord-Afrika. In 1931 verleende de Académie des sciences Fallot de Grand Prix des Sciences physiques.
Zijn benoeming in 1937 als hoogleraar mediterrane geologie aan het Collège de France leek de gelegenheid te bieden om met een ploeg de tektoniek van het gehele gebied te verhelderen, maar het uitbreken van de Tweede Wereldoorlog belemmerde dit. Gedurende de oorlog verbleef hij in Parijs, verzorgde publicaties van de Geologische dienst van Marokko, stelde een omvangrijk geschrift samen over de geologie der Subbetische ketens en analyseerde de lagen van het Trias van Algerije.
In 1948 werd Fallot benoemd tot lid van de Académie des sciences. Fallot was ook een van de buitenlandse leden van de Nederlandse KNAW. Het Onder-Cambrische trilobietengeslacht Fallotaspis is naar hem genoemd.
- Biblioteca Nacional de España: XX1263810
- Bibliothèque nationale de France: cb124081904 (data)
- Biografisch Portaal: 73881836
- Catàleg d'autoritats de noms i títols de Catalunya: 981058512698706706
- Gemeinsame Normdatei: 116406305
- International Standard Name Identifier: 0000 0001 0774 0923
- Base Léonore: 19800035/320/43185
- Nederlandse Thesaurus van Auteursnamen: 149692781
- Système universitaire de documentation: 033190305
- Virtual International Authority File: 59171086